# Enric Garrido
Enrique Garrido Foz, más conocido como Enric Garrido (nacido el 20 de enero de 1982 en Barcelona) es un jugador de baloncesto español. Con 1.78 de estatura, su puesto natural en la cancha es el de alero en las filas del Club Baloncesto Lucentum Alicante.

## Trayectoria
Formado en la cantera del C.B. Sant Narcís, pasaría por varios equipos de la geografía española por la categoría EBA y LEB Plata.
En la temporada 2009-10 subió un escalón en su carrera deportiva al fichar por el Ciudad de La Laguna de la LEB Oro, uno de los conjuntos punteros del campeonato, tras un brillante año en las filas del Huesca (LEB Plata).
Más tarde, jugaría durante cuatro años en Palencia, en los que alcanzó una final de Copa y otra de Play Off de Ascenso a ACB, además de otras varias presencias en el Play Off de Ascenso. Despedido con honores por la afición palentina, jugó también en el Melilla Baloncesto al que devolvieron al Play Off después de varios años, para pasar luego a Planasa Navarra, equipo con el que no pudo evitar el descenso de categoría en la última jornada de la temporada 2015-16. En las filas del Planasa Navarra, promedió 7,9 puntos, 1,6 rebotes y 2,8 asistencias en 25 minutos de juego durante 28 partidos de liga.
En verano de 2016, Garrido llega al CB Clavijo con la experiencia de 220 partidos en LEB Oro (y otro centenar en Plata) a sus espaldas y promedios en torno a los 10 puntos y 3 asistencias en cada campaña. Es un base anotador, muy generador en situaciones de pick’n’roll y transición, con buena mano desde la larga distancia y una contagiosa intensidad sobre la pista.